# Bludov (Olomouc)
Bludov é uma comuna checa localizada na região de Olomouc, distrito de Šumperk.